# FN ブローニングM1903
FN ブローニングM1903（英: FN Browning M1903）はベルギーで20世紀初頭に開発された自動拳銃である。

## 概要
M1903は第一次世界大戦以前にFN社から発売された自動拳銃の一つで、同社製の自動拳銃としては二番目に当たることからブローニング No.2とも呼ばれた。
第一次世界大戦直後は需要が落ち込んだものの1920年代には再び需要が増加し、最終的には1927年まで製造された。製造終了後も1930年代頃までは少数の在庫が残っており、販売が継続された。

## 特徴
FN M1903と同年にコルト社から発売されたコルトM1903は、どちらも1902年にジョン・ブローニングが作成した設計を基に開発されたことから作動機構や外見に共通点が多いが、FN M1903はコルトM1903で使用する.32ACP弾よりも高威力な9mmブローニングロング弾を使用するため、銃本体のサイズも一回り大きくなっている。

## 運用
発売当初、FN社はM1903の商業的成功に懐疑的であったことから軍などによる大口契約が無い限り大規模な生産を行わない方針であり、各国の軍隊へ提出するサンプル分が比較的少数製造されるのみであったが、スウェーデンでの採用を皮切りにヨーロッパや中南米の軍隊および警察組織で採用され、その信頼性から高い評価を得た。
一方で製造数自体はさほど多くはなく、先に発売されたM1900ほどは普及しなかった。

### スウェーデン
M1903をm/1907（m/07とも）の名称でスウェーデン軍の制式拳銃として採用した。FN社から約10000丁を購入したほか、ハスクバーナ社ではライセンス生産も行われた。
なお、発展型として、速射性を向上させるべく銃を構えたままスライドを引くことのできるようにしたものが試作されているが試作のみに終わっている。

### ロシア帝国

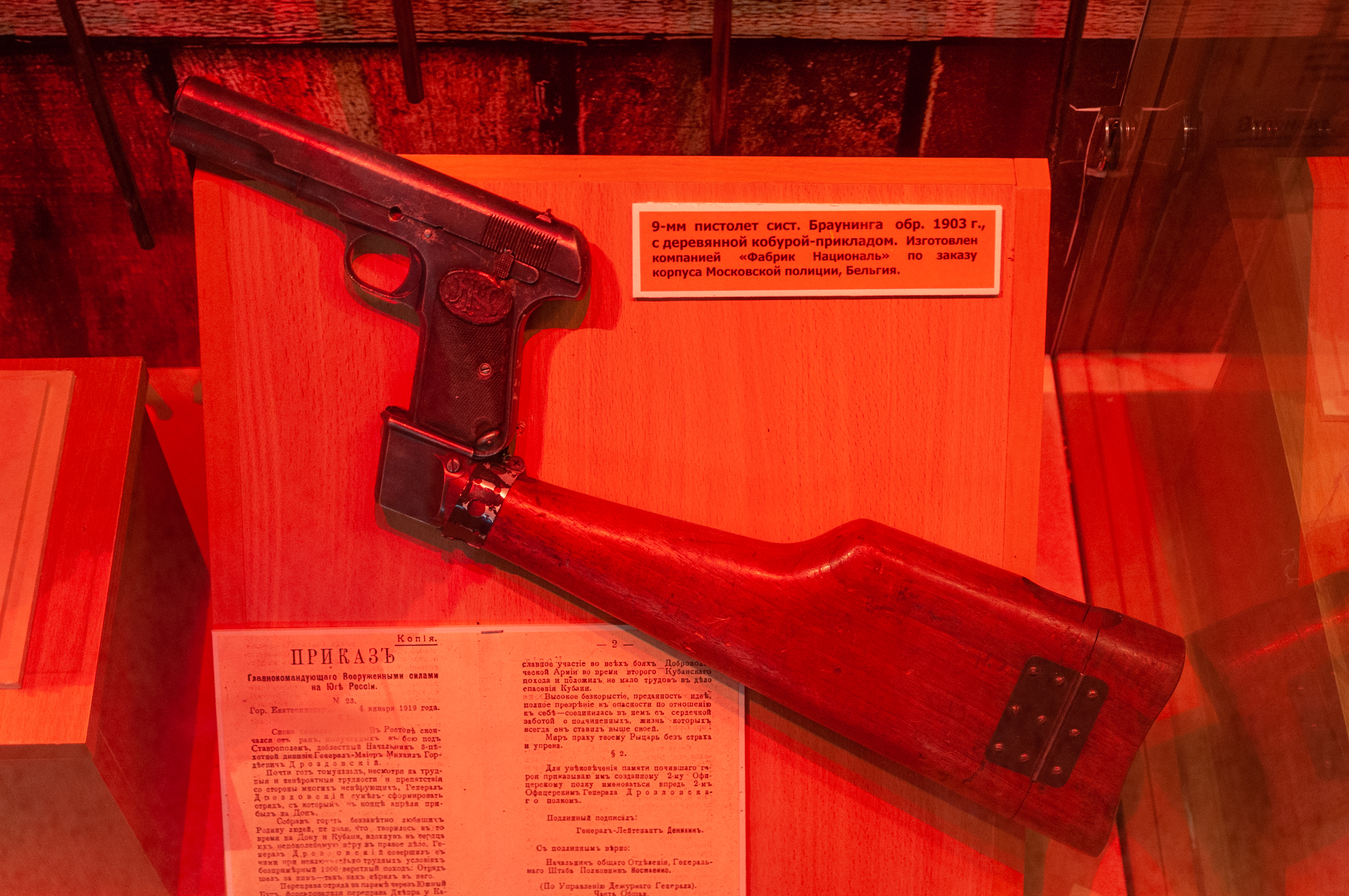
モスクワ中央軍事博物館に展示されるM1903

主に警察機関への配備を目的として、1908年から1914年の間にM1903を11,000丁輸入した。
モスクワの警察と憲兵隊の導入したM1903はモーゼルC96のものに似たホルスターストックが付属しているが、このストックは銃本体のグリップ後部ではなく、底部に装着する。

### ドイツ
第二次世界大戦では、ドイツ軍が本銃を大量に鹵獲し、9mm P622(b)の名称を付与して自軍で使用した。

## 主な運用国
- エストニア - 約4,616丁を購入[3]。
- エルサルバドル - 1927年に購入[3]。
- ドイツ - 第二次世界大戦中に鹵獲品を運用[6]。
- オスマン帝国 - 1908年から1914年8月までの間に警察用として8,000丁のM1903を購入した。
- スウェーデン - 10,000丁をFN社から購入し、ハスクバーナ社でも製造[3]。
- スペイン[3]
- パラグアイ共和国 - 1927年に購入[3]。
- ロシア帝国 - 鉄道警察や憲兵隊、モスクワ警察などが導入[3]。